# エリゼ・ルクリュ

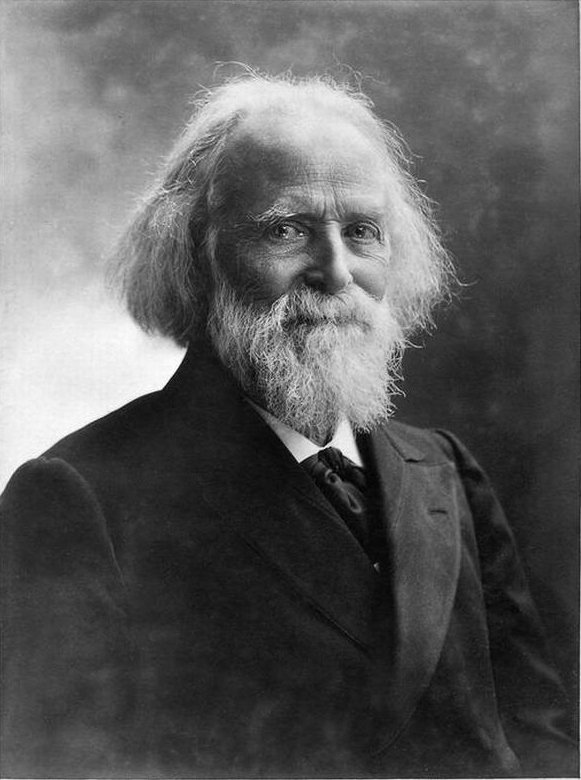
エリゼ・ルクリュ

エリゼ・ルクリュ（Élisée Reclus）として知られる、ジャック・エリゼ・ルクリュ（Jacques Élisée Reclus、1830年3月15日 - 1905年6月4日）は、フランスのジロンド県サント＝フォワ＝ラ＝グランドに生まれ、ベルギーのトルホウトで没した、リバタリアニズム（自由意思主義）の立場に立った地理学者。
パリ・コミューンの一員であり、アナキズムの活動家でも理論家でもあり、教育者でもあって、なおかつ多作な著作家でもあった。第一インターナショナルのメンバーであった彼は、ミハイル・バクーニンが除名された後のジュラ連合に加わった。ルクリュは、ピョートル・クロポトキンや、ジャン・グラーヴとともに、アナキストの新聞『ル・レヴォルテ (Le Révolté)』に参加した。
1892年、ルクリュは、ブリュッセルのブリュッセル自由大学の理学部に設けられた地理学講座の教員として招聘された。ところが、まだ授業が始まる前の1893年末に、パリでオーギュスト・ヴェイヤンによる襲撃事件が起きたことを契機に、この講座は保留とされた。その後、ルクリュは、フリーメイソンのロッジであるル・アミ・フィラントロプで授業を行うようになった。1894年10月には、大学を辞任した他の教授たちとともに、ブリュッセル新大学に参加した。

時代の先を行く世界市民であった彼は、社会地理学の先駆者、地政学の先駆者であり、地歴史学や生態学の先駆者でもあり、その主著『La Terre』(全2巻）、『Géographie universelle』(全19巻）、『L'Homme et la Terre』(全6巻）、『Histoire d’un ruisseau』、『Histoire d'une montagne』などの主著を残した。
雑誌『Hérodote』は、ルクリュについて、同時代における最も重要な地理学者のひとりであったとし、1981年と2005年の2回にわたって、ルクリュに捧げた特集号を出している。